# José Luis Alegre Cudós
José Luis Alegre Cudós (31 de enero de 1951, Almunia de San Juan, Huesca),  (22 de diciembre de 2022, Madrid) fue un poeta, dramaturgo, novelista y ensayista. Se distinguió desde muy joven por su pasión por la poesía y obtuvo importantes premios como el Adonais de poesía (1972) y el Premio Hermanos Álvarez Quintero de la Real Academia Española (1980).

## Formación y Desarrollo
Estudió en el Seminario de Barbastro para luego cursar Teología en Zaragoza.  Posteriormente se licenció en Filología Hispánica por la Universidad de Zaragoza. En 1968, con 17 años,  ganó el primer premio literario nacional “Hermanos Argensola” , así como el certamen de cuentos “Virgen de la Alegría” y el periodístico “Amantes de Teruel”. Al año siguiente recibió el premio “Bolígrafo de Oro” por su trabajo de ensayo sobre el pensamiento político de Joaquín Costa. A lo largo de su vida literaria recibió numerosos galardones en las distintas modalidades. 
En 1974, a raíz de ganar el premio Adonáis-1972 de poesía fue llamado por la Universidad Internacional Menéndez Pelayo para dar clases de español para extranjeros. A comienzos de la década de los 80 fue nombrado Director de Actividades Culturales de la citada Universidad asumiendo también la dirección de su Aula de Poesía.
De 1981 a 1983 dirigió el Departamento-Aula de Teatro de la Universidad de Zaragoza. Alternó todo ello con cursos sobre "Creatividad y Literatura”.
En el año 1983, se trasladó a Madrid, donde fue profesor de poesía contemporánea española durante una década en la “New York University in Spain”, impartiendo cursos en otras Universidades como son el  “Hamilton Collage” y “Furman University”. Durante esta época organizó el “Seminario de Creatividad Literaria” resultando un gran éxito.
Su extensa obra literaria abarca desde la poesía hasta el teatro, narrativa y ensayo. Está incluido en numerosas antologías, como la “Antología de escritores aragoneses” de Ana María Navales, “Antología de la poesía aragonesa contemporánea” de 1978 y “Antología de narradores aragoneses contemporáneos” de 1980.
Como dramaturgo contó con un estilo muy innovador. Hizo protagonista al lenguaje y como director al espectador, de forma que éste se imaginase la historia que quiere oír. Algunas de sus obras han sido estrenadas en Nueva York y París. Dentro del ámbito teatral organizó el primer encuentro de críticos de teatro, además de colaborar en el diario “El Día” de Zaragoza como crítico teatral.

## Premios y galardones
- En 1970,   primer premio de narrativa corta “Cerezos” (Sevilla).
- En 1972, primer premio de poesía internacional "Adonais" por su obra “ Abstracción del diálogo del Cid Mío con el Mío Cid”.
- En 1973 “La Flor de Nieve de Oro”.
- En 1975 premio Boscán de Poesía por “Primera invitación a la vida”.
- En 1977 Beca March de Creación Literaria.
- En 1980 premio 'Hermanos Álvarez Quintero' de la Real Academia Española.
- En 1987 premio Ana de Valle (Avilés).

## Poesía
- Abstracción del Diálogo de Cid Mío con Mío Cid (1973), premio Adonais 1972.
- Epístola a Rosa (1975).
- Ridícula prosaica, rítmica verborrea (1975).
- En un despoblado canta el poeta su rendición incondicional (1976). Inspirado en la sinfonía en re menor de César Franck.
- Instinto de Conversación (1976). Rinde homenaje a la Palabra.
- Poema de Réquiem y de Luces (1976).
- Romance del Cristo de Don Quijote (1976).
- Primera Invitación a la Vida (1979). premio Boscán de Poesía.
- Poema del Sentir (1980). La propuesta de este libro obtuvo la Beca March de Creación Literaria de 1977.
- La Alegre Noche de Don Francisco de Goya y de Quevedo (1984).
- Poema del estado esteta (1984).
- Días de ti (1985).
- Poemas de ciudad de dos (1985).
- Poemas a viva voz (1986).
- Discurso de la dignidad poética (1987).
- Inviernos (de la luz y del sonido) (1988). Premio Ana de Valle 1987 (Avilés).
- El canto del siglo (1989).
- Noche oscura del cuerpo (1992)
- Poemas (2007).

## Teatro
- Teatro Otro (1978): 'La apertura de la puerta del sol, "A & a y Ordeño y mando. La primera fue premiada en 1980 con el Premio "Hermanos Álvarez Quintero", concedido por la Real Academia de Española.
- Minotauro a la cazuela (1982).
- Sala de no estar (1982).
- La madre que te parió (1983). estrenada en Nueva York (1983)  por el Royal Hispanic Theatre y en París (1989) bajo la dirección de Ángel Gil Orrios. Publicada en edición bilingüe español e inglés) y traducida al francés en 1989. coincidiendo con el estreno en París.
- Tiempos estos (1989).
- Verde Doncella Asalta un Cine, estrenada en Nueva York en 1989.
- El actor de Tebas (1997).
- La hija de Hamlet, estrenada en Madrid.

## Narrativa
- Diario de Mao-Lo, alias El Tejo, famoso por sus ideas sobre la educación. (1970). Premio “Cerezos” (Sevilla)
- Pasión según San Yo (1977). Como curiosidad esta novela está estructurada en capítulos y versículos (igual que La Biblia).
- Estado de Novela (1978). Esta es su primera novela larga.
- 'La última novela del Oeste (1985).
- Locus amoenus (1989).
- Una verdadera historia (1990).
- Archivos (2006).

## Ensayo
- Cómo aprender a escribir creativamente (1991).
- Los Filósofos (2007).